# Iquitosa shannoni
Iquitosa shannoni är en insektsart som beskrevs av Ronald Gordon Fennah 1945. Iquitosa shannoni ingår i släktet Iquitosa och familjen Derbidae. Inga underarter finns listade i Catalogue of Life.